# Йойс
Йойс (нем. Jois) — посёлок (нем. Gemeinde) в Австрии, в федеральной земле Бургенланд. 
Входит в состав округа Нойзидль-ам-Зе.  Население составляет 1359 человек (на 31 декабря 2005 года). Занимает площадь 25,9 км². Официальный код  —  10710.

## Политическая ситуация
Бургомистр коммуны — Леонхард Штайнвандтнер (СДПА) по результатам выборов 2007 года.
Совет представителей коммуны (нем. Gemeinderat) состоит из 19 мест.
- СДПА занимает 10 мест.
- АНП занимает 7 мест.
- Партия GfJ занимает 2 места.

## Виноделие
Несмотря на небольшие размеры самого города, Йойс является достаточно крупным винодельческим центром с площадью виноградников более 500 га. Большая их часть расположена на равнинной долине, в то время как самые дорогие и престижные виноградники расположены на склонах холмов Ляйтаберг, подножия которых покрывает известняк, а верхние части состоят из особого сланца, который здесь называют Ляйташист. Разнообразие почв и сортов винограда в паре с различными виноградарскими и винодельческими техниками делает палитру вин Йойса очень разнообразной и богатой — от очень лёгких и питких вин до плотных, тяжёлых, обладающих большим потенциалом выдержки. К примеру, здесь выращивают каберне-совиньон для Club Batonnage, самого дорогого вина Австрии.